# تكانلو سفلي
تكانلو سفلي هي قرية في مقاطعة هشترود، إيران. عدد سكان هذه القرية هو 172 في سنة 2006.